# Torneo de Núremberg 2015
El Nürnberger Versicherungscup 2015 es un torneo profesional de tenis que se juega en canchas de arcilla. Se trata de la tercera edición del torneo que forma parte de los Torneos WTA 2015. Se llevará a cabo en Núremberg, Alemania entre el 18 y el 24 de mayo de 2015.

## Cabeza de serie

### Individual
| Tenista                   | Ranking | Preclasificada |
| Andrea Petkovic           | 9       | 1              |
| Angelique Kerber          | 11      | 2              |
| Sabine Lisicki            | 22      | 3              |
| Roberta Vinci             | 44      | 4              |
| Anna Karolína Schmiedlová | 46      | 5              |
| Karin Knapp               | 51      | 6              |
| Kurumi Nara               | 54      | 2              |
| Yaroslava Shvedova        | 58      | 5              |

- Ranking del 11 de mayo de 2015

### Dobles
| Tenista                                | Ranking | Preclasificada |
| Karin Knapp Roberta Vinci              | 63      | 1              |
| Chan Hao-ching Anabel Medina Garrigues | 75      | 2              |
| Anna-Lena Grönefeld Alicja Rosolska    | 81      | 3              |
| Lara Arruabarrena Raluca Olaru         | 108     | 4              |

## Campeonas

### Individuales
Karin Knapp venció a  Roberta Vinci por 7-6(5), 4-6, 6-1

### Dobles
Hao-Ching Chan /  Anabel Medina Garrigues vencieron a  Lara Arruabarrena /  Raluca Olaru por 6-4, 7-6(5)